# ヒクメト・チフチ
ヒクメト・チフチ（Hikmet Çiftçi 、1998年3月10日 - ）は、ドイツ・ノイス出身のプロサッカー選手。ポジションは、ミッドフィールダー。

## クラブ歴
2019年6月11日、エルツゲビルゲ・アウエとプロ契約を結んだ。2019年8月17日、1-3で敗れたアウェーのアルミニア・ビーレフェルト戦でプロデビューを果たした。
2020年1月8日、カイザースラウテルンに移籍した。2023年1月20日、ギョズテペSKへシーズン終了までのローン移籍が発表された。